# Холмск-Северный

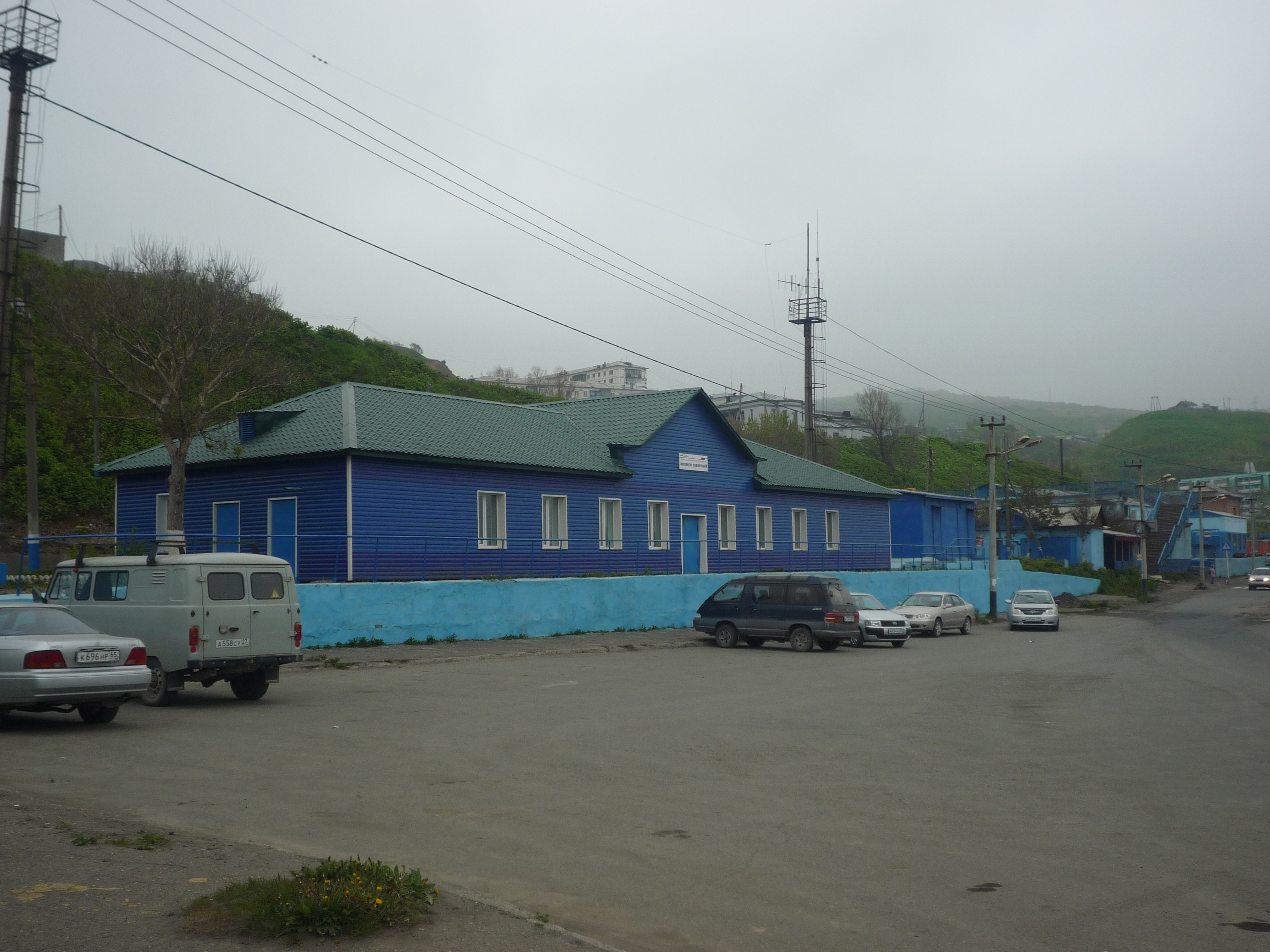
Вокзал станции

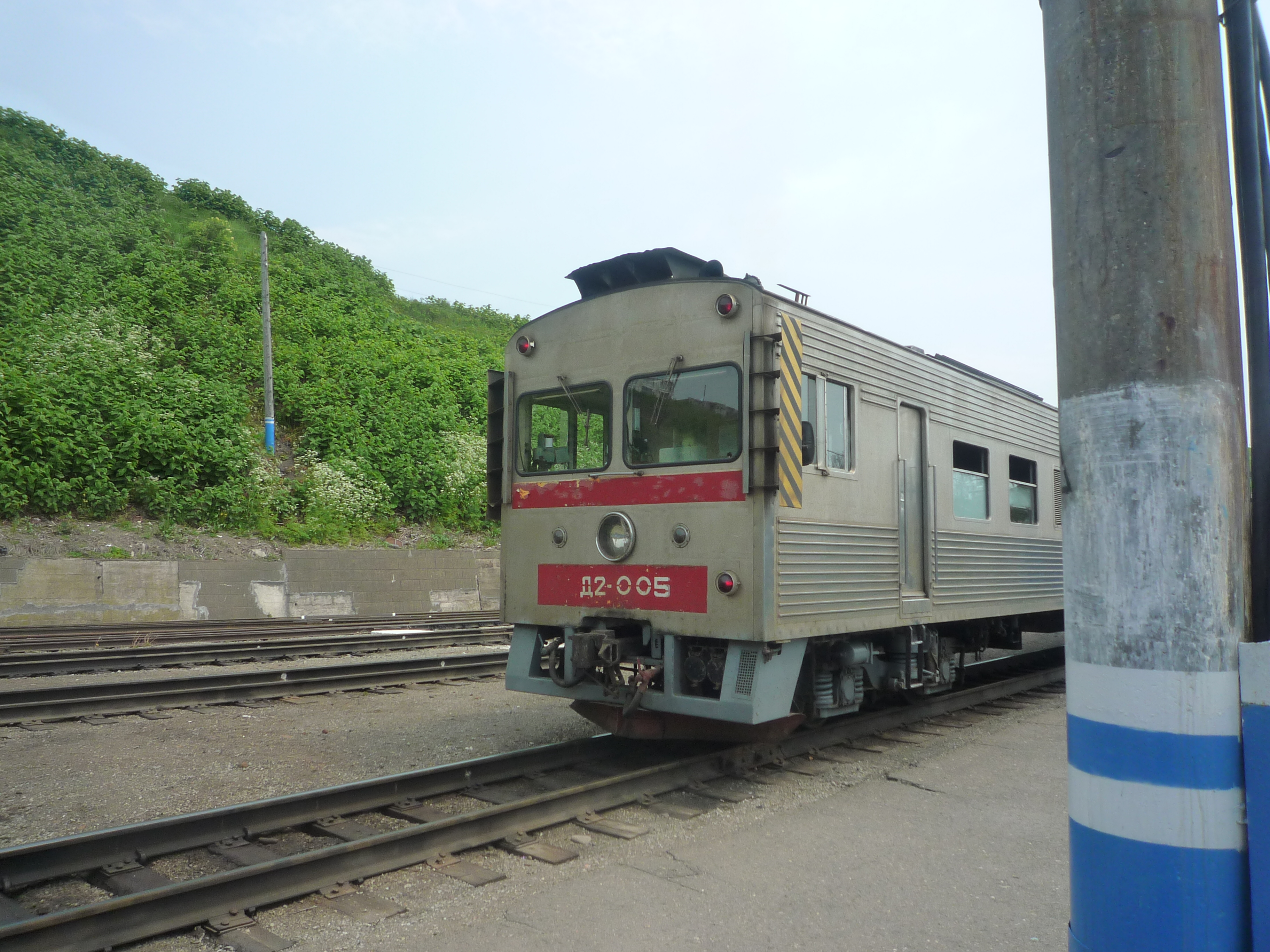
Дизель-поезд Д2

Холмск-Северный (также Холмск-Грузовой) — крупная товарно-пассажирская железнодорожная станция Сахалинского региона Дальневосточной железной дороги. Расположена в одноименном городе в Сахалинской области.

## История
Станция была открыта в 1920 году в составе железнодорожного узла Маока, её функция заключалась в обработке грузов, которые прибывали на Карафуто с портов Японии, и наоборот. В 1946 году после перехода станции под контроль СССР станция получила нынешнее название.

## Описание
Станция состоит из семи путей, все неэлектрифицированные. У первого пути расположена низкая посадочная платформа с деревянным вокзалом, построенным в 1940-е годы. На территории станции расположено локомотивное и вагонное депо Холмск.

## Грузовое сообщение
Через станцию проходят грузовые поезда, в основном, перегружаемые с парома Ванино — Холмск и следующие в Южно-Сахалинск, и наоборот. В структуру перевозимых грузов со станций Сахалинской области входят грузовые вагоны с углём, древесиной, пиломатериалами, металлоломом, рефрижераторы с рыбой и морепродуктами. Со станции Холмск-Сортировочный через станцию Холмск-Северный в область направляется различное оборудование для нефтяной, угольной промышленности, стройматериалы, прокат чёрных металлов (рельсы и трубы), различная техника, контейнеры ИСО, цистерны с нефтепродуктами.

## Пассажирское сообщение
По состоянию на лето 2019 года, со станции организовано пассажирское сообщение до станций Томари и Поляково (1 раз в день ежедневно, пригородный поезд Поляково — Холмск — Томари).
На вокзале осуществляется продажа билетов как на поезда Сахалинской железной дороги, так и на материковые поезда.